# Crithagra tristriata
Il canarino di Rüppell o canarino dal groppone bruno (Crithagra tristriata (Rüppell, 1840)) è un uccello passeriforme della famiglia dei Fringillidi.

## Etimologia
Il nome scientifico della specie, tristriata, deriva dal latino e significa "dalle tre strisce", in riferimento alla livrea di questi uccelli.

## Descrizione

### Dimensioni
Misura 13 cm di lunghezza, per un peso di 12-19,5 g.

### Aspetto
Si tratta di uccelletti dall'aspetto robusto ma slanciato, muniti di testa arrotondata con becco conico, ali appuntite e coda dalla punta squadrata.
Il piumaggio è dominato dalle tonalità del grigio, con tendenza a scurirsi divenendo color ardesia sulla testa e soprattutto su dorso, ali e coda (che risultano praticamente nerastre), mentre invece la parte centrale del ventre, il sottocoda, la gola ed il sopracciglio sono bianchi ed il codione assume sfumature bruno-rossicce (da cui il nome comune della specie). Il becco è nerastro, più chiaro inferiormente, le zampe sono di color carnicino e gli occhi sono di colore bruno.

## Biologia

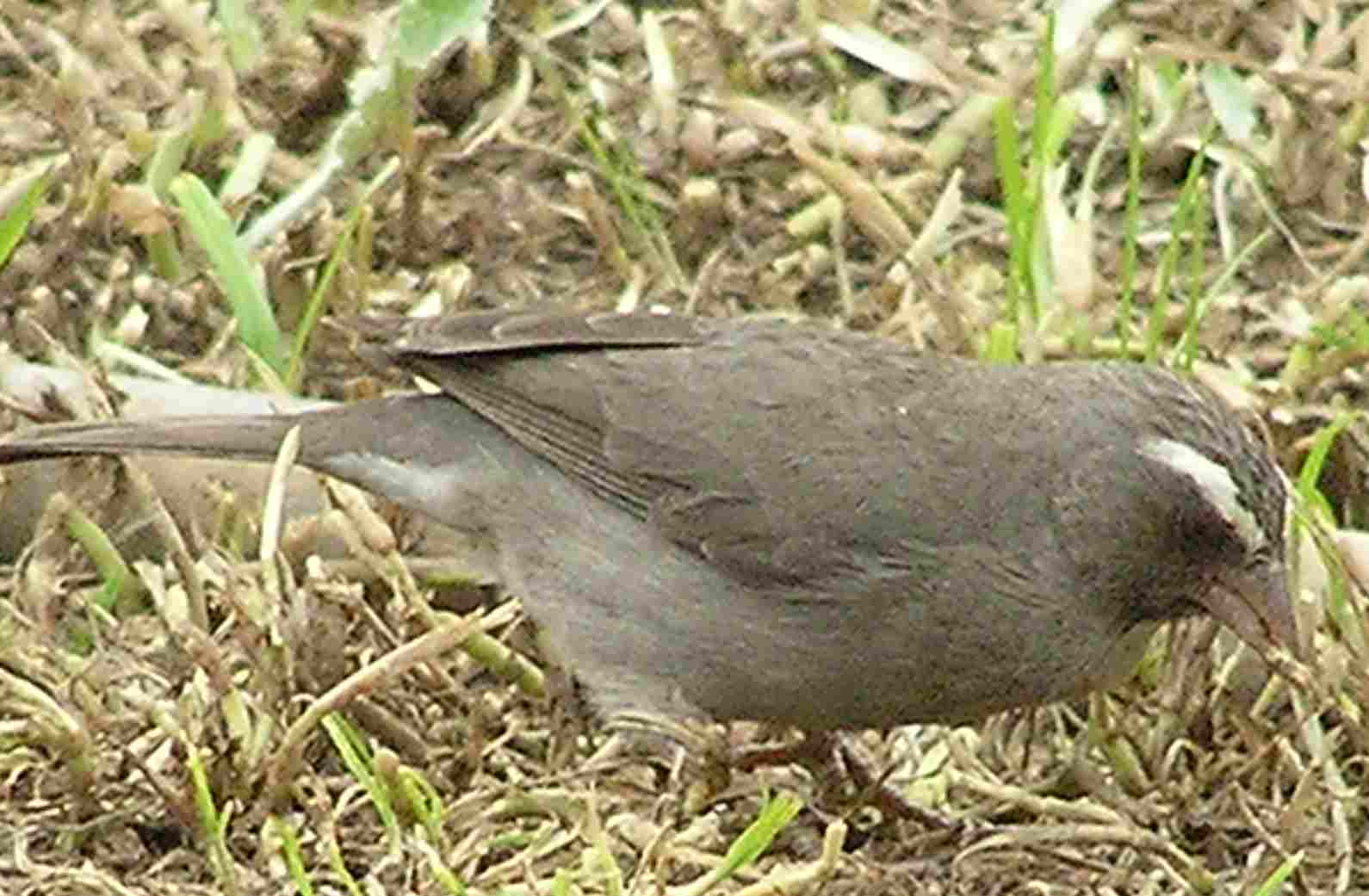
Esemplare al suolo in Etiopia.

Si tratta di uccelli dalle abitudini di vita essenzialmente diurne, i quali passano la maggior parte della giornata alla ricerca di cibo fra i rami ed i cespugli in coppie o in piccoli stormi, salvo poi far ritorno a posatoi riparati fra gli alberi sul calare della sera, per passare la notte.

### Alimentazione
La dieta di questi uccelli è in massima parte granivora, componendosi perlopiù di semi di piante erbacee, ma anche di altri cibi sia di origine vegetale (frutti, bacche, germogli, fiori, nettare) e di tanto in tanto anche animale (insetti e altri piccoli invertebrati).

### Riproduzione

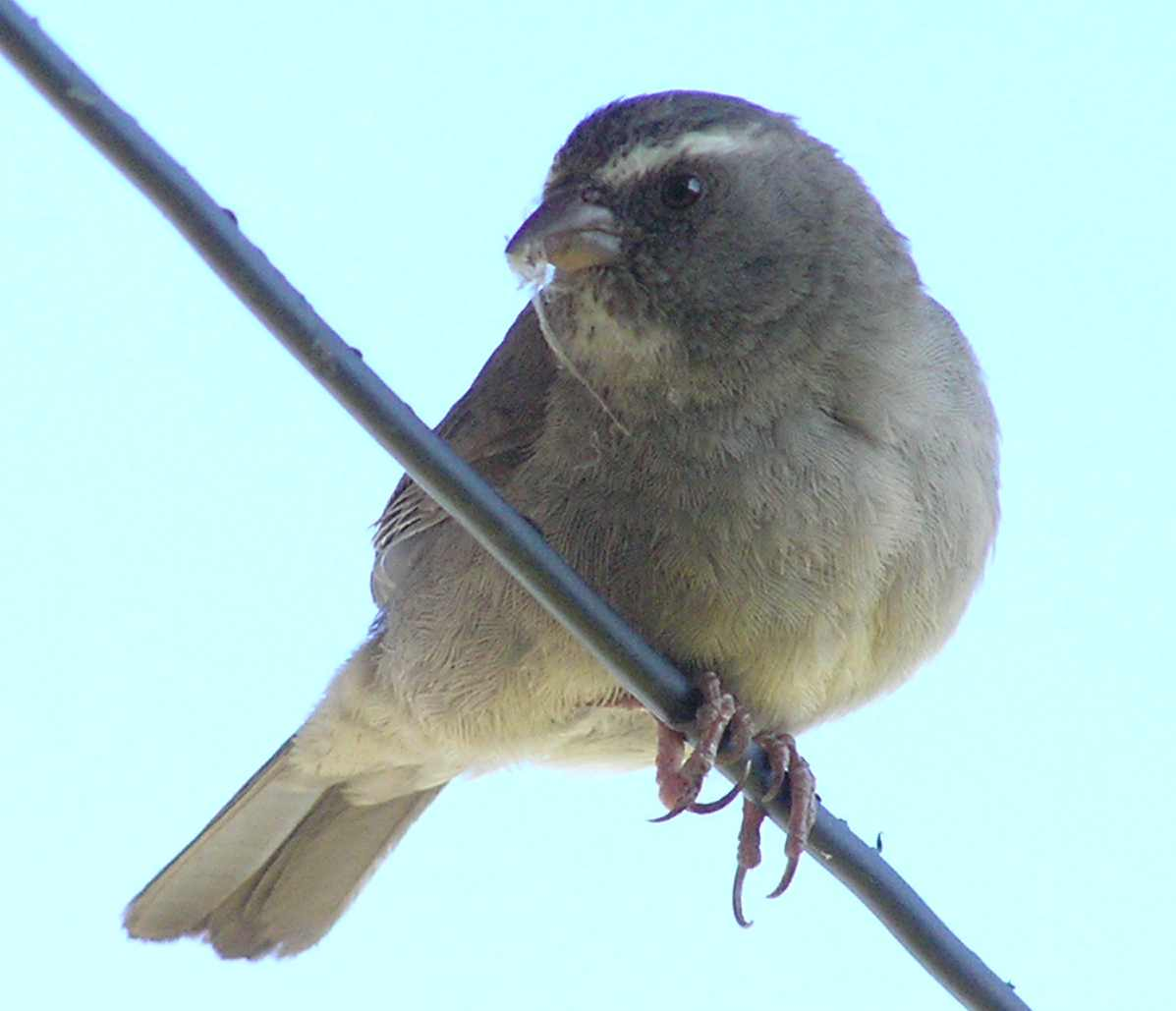
Esemplare a Debre Berhan.

I canarini di Rüppell possono riprodursi durante tutto l'arco dell'anno, scegliendo generalmente i periodi dopo piogge abbondanti per farlo, in modo tale da avere un'ampia disponibilità di cibo per la prole.

I maschi cantano da posatoi in evidenza (alberi solitari, rocce, termitai) per attrarre le femmine: una volta giunta una di esse, il maschio la corteggia seguendola con insistenza con ali e becco semiaperti, testa e coda erette, penne arruffate, fino a che essa non si dimostri eventualmente pronta all'accoppiamento, cosa che viene segnalata dalla femmina accovacciandosi e spostando lateralmente la coda. Si tratta di uccelli monogami, con le coppie che rimangono salde durante tutto l'anno: il maschio si occupa di fare la guardia al territorio e di trovare il cibo, mentre la femmina si fa carico della costruzione del nido (una coppa di fibre vegetali intrecciate alla biforcazione di un ramo) e della cova delle 3-6 uova, che dura circa due settimane. Le cure parentali nei confronti dei pulli, ciechi ed implumi alla schiusa, sono condivise da ambedue i partner: così accuditi, i nidiacei si involano a tre settimane dalla schiusa, pur rimanendo nei pressi del nido (seguendo i genitori nei loro spostamenti e chiedendo loro sporadicamente l'imbeccata) fino al mese e mezzo d'età, quando se ne allontanano definitivamente disperdendosi.

## Distribuzione e habitat
La specie occupa il Corno d'Africa, popolando l'Etiopia centrale e settentrionale, l'Eritrea occidentale ed il Somaliland.
L'habitat di questi uccelli è rappresentato dalle aree cespugliose montane e submontane a prevalenza di ginepro, con presenza di folto sottobosco.

## Sistematica
Le popolazioni della Somalia settentrionale, caratterizzate da colorazione più chiara e da minore presenza di bruno nel piumaggio, costituiscono secondo alcuni una sottospecie a sé stante, C. t. pallidior: la specie viene considerata tuttavia monotipica.